# Annette Lajon
Annette Lajon, née le 11 décembre 1931 à Alençon et morte le 16 août 2023 à Tessé-la-Madeleine, est une résistante française. Elle entre dans la Résistance à l'âge de 11 ans, aux côtés de ses parents, au sein de l'Organisation Civile et Militaire (OCM) de l'Orne. 
Passeuse de mémoire, elle est décorée de la Légion d’honneur à titre militaire le 18 juin 2015.

## Résistance
Annette Lajon est l’une des plus jeunes résistantes de la Seconde Guerre mondiale. Elle est entrée en résistance à l’âge de 11 ans, en 1942, aux côtés de ses parents, à La Métairie d'Athis de l'Orne, en Normandie.
Fille unique, Annette Nez est principalement agent de liaison ; les Allemands ne se doutant pas qu’une aussi jeune fille puisse faire de la Résistance.
Le père d'Annette, Pierre Nez, étant imprimeur, ses parents fabriquent des fausses cartes d’identité. Ils cachent aussi des armes, des tampons, des pains de plastic et du matériel parachuté par les Anglais.
Le 11 janvier 1944, la maison familiale fait l'objet d'une perquisition : les soldats effectuent une fouille mais ignorent, du fait de la présence de jouets, l'ancienne soue à cochons où est caché le matériel de faussaire.

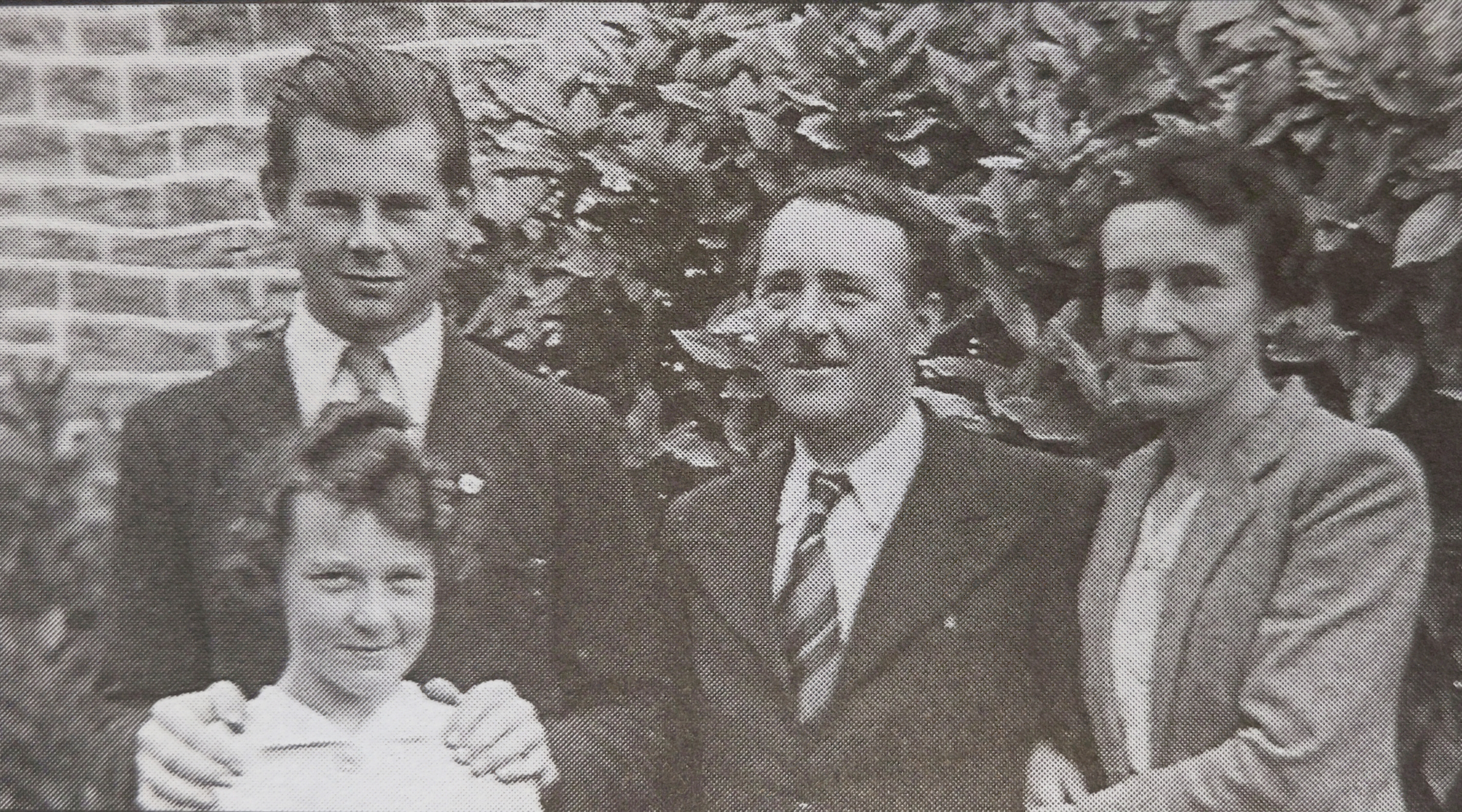
Annette Nez et ses parents, Pierre et Renée.

Après le Débarquement de Normandie, une partie de la maison familiale est réquisitionnée pour y installer un Q.G. allemand. C'est à cette même époque que la famille Nez abrite un aviateur canadien, Georges Lamb, dans la même maison où les soldats sont présents. Le bâtiment est par ailleurs gardé par une sentinelle.
Une nuit sur deux, la jeune agent de liaison place avec sa mère des éclate-pneus sur les routes, afin de bloquer les convois allemands.
Annette Nez et ses parents sont libérés le 16 août 1944.

## Travail de mémoire

### Associations
Annette Lajon s'implique au sein de nombreuses associations ayant pour objet la mémoire combattante et la Résistance.
- Présidente des Combattants Volontaires de la Résistance de l'Orne[8] ;
- Présidente d'honneur de l'association Vive la Résistance[9] ;
- Présidente de l'Union nationale des combattants (UNC), section d'Athis de l'Orne[10].

### Commémorations
Annette Lajon était régulièrement invitée et mise à l'honneur lors de commémorations liées à la Première Guerre Mondiale, à la Seconde Guerre Mondiale ou à la Résistance, comme l'anniversaire de l'Appel du 18 juin 1940.

### Auprès des jeunes publics
Annette Lajon intervient régulièrement auprès des publics scolaires, écoliers, collégiens et lycéens,. Inlassable passeuse de mémoire, Annette Lajon n'avait de cesse de transmettre son message : « Une leçon pour maintenant, et pour toujours : lutter contre la haine, assurer partout, quels que soient les risques, la liberté d'être un Homme. Le respect absolu de l'individu et de son intégrité ». 
Elle participe aussi activement au Concours National de la Résistance et de la Déportation.

### Interviews et podcasts

#### Résister!
Annette Lajon participe en 2021 à la série de podcasts « Résister ! », inspirés de la bande-dessinée "Les enfants de la Résistance" de Benoit Ers et Vincent Dugomier, produit par les Éditions du Lombard et Blynd. Le témoignage est recueillis par Philippe Peter et narré par Ivan Gouillon.

#### Clique
Annette Lajon est invitée sur le plateau de l'émission Clique dans le cadre d'une émission spéciale "Devoir de mémoire", animée par Pauline Clavière, diffusée le 8 mai 2023 sur Canal +.

### Documentaire
Annette Lajon participe en décembre 2022 au tournage d'un documentaire sur la résistance dans l'Orne coproduit par France Télévisions et co-réalisé par son petit-fils, Thomas Lajon, et Christophe Ramage,. Le documentaire a été diffusé sur France 3 Normandie et dans différentes villes de l'Orne dans le cadre du 80e anniversaire du Débarquement de Normandie, durant l'été 2024.

## Distinctions

### Décorations
- Chevalière de la Légion d'honneur (2015)[20]; Annette Lajon est décorée le 18 juin 2015 de la Légion d'honneur, à titre militaire, pour faits de résistance. Après les discours du député-maire de Flers, Yves Goasdoué, et de Christophe Bayard, président de l’association Vive la Résistance et vice-président de la Fondation La France Libre, la médaille lui a été remise par Françoise Comte, ancienne résistante-déportée[20],[21].
- Chevalière de l'ordre des Palmes académiques
- Croix du combattant volontaire de la Résistance
- Médaille de reconnaissance de la Nation

### Prix
Annette Lajon a été désignée coup de cœur 2023 de Flers Agglo lors de la cérémonie des vœux de Flers et Flers Agglo le vendredi 13 janvier 2023. Elle a été accueillie sur scène par une standing ovation. Le maire et président de l’agglomération, Yves Goasdoué, lui remet le trophée et, à l’issue de la cérémonie, la sénatrice Nathalie Goulet a remis un drapeau tricolore avec la croix de Lorraine et le nom d’Annette Lajon imprimés.

## Hommages

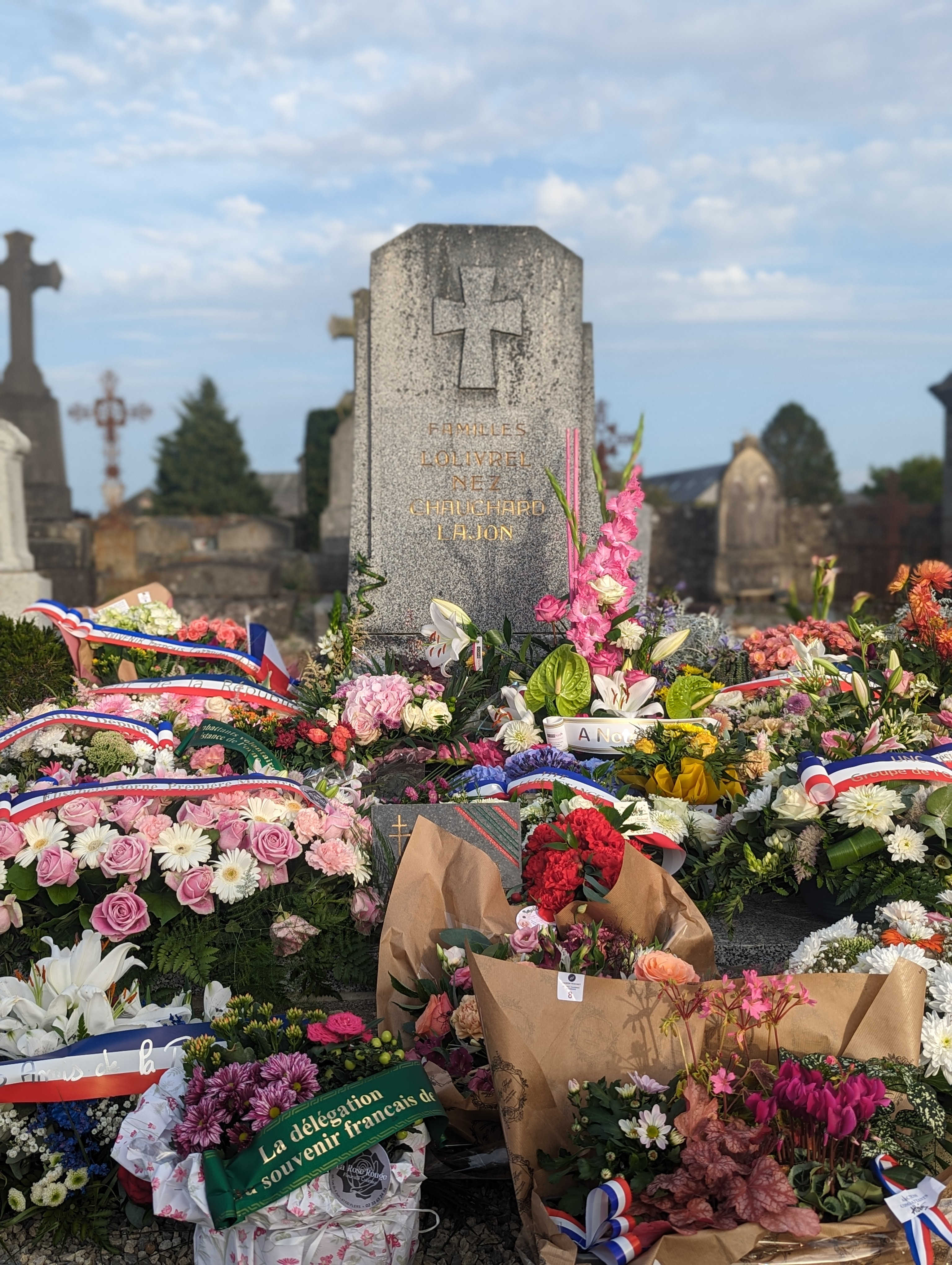
Tombe d'Annette Lajon, au cimetière d'Athis de l'Orne, le 23 août 2023.

Après l'annonce de sa mort, de nombreux hommages se sont succédé sur les réseaux sociaux, jusqu’au plus haut sommet de l’État. Des personnalités telles que le Président de la République Emmanuel Macron, la Première Ministre Elizabeth Borne, le Ministre des Armées Sébastien Lecornu ou encore la sénatrice de l'Orne Nathalie Goulet ont rendu hommage à Annette Lajon.
Le président Emmanuel Macron a posté sur X (Twitter) et Instagram : « Le combat pour les valeurs de la France n’a pas d’âge : en 1942, Annette Lajon avait onze ans quand elle décida de résister contre les nazis en Normandie. Sa mort nous engage à reprendre son flambeau de transmission ».
Le ministre des Armées Sébastien Lecornu a également rendu hommage à Annette Lajon sur X (Twitter) : « Entrée en résistance dès l’âge de 11 ans, cachant son matériel derrière ses poupées, Annette Lajon était devenue un témoin infatigable de la Résistance normande. Elle s’est éteinte à 91 ans. Son legs vivra. Nous continuerons à porter son œuvre de mémoire ».
Les obsèques d’Annette Lajon se sont tenues le mercredi 23 août 2023 en l’église Saint-Vigor d’Athis-de-l’Orne. Une soixantaine de porte-drapeaux, de tous les cantons du département ont répondu présents. Une trentaine de gerbes ont été déposées.